# Evakuacija
Evakuacija je takojšen in hiter premik ljudi stran od grožnje ali dejanskega pojava nevarnosti. Primeri segajo od evakuacij majhnega obsega v zgradbah zaradi grožnje z bombnim napadom ali požara, do obsežnih evakuacij večjih območij zaradi poplav, obstreljevanja ali približevanja orkana. V situacijah, ki vključujejo nevarne snovi ali možnost kontaminacije, se lahko evakuirane osebe dekontaminira pred umikom iz prizadetega območja.

## Razlogi za evakuacijo
Evakuacije se lahko opravi pred, med naravnimi nesrečami ali po njih, kot so:
- izbruhi vulkanov,
- cikloni,
- poplave,
- orkani,
- potresi ali
- cunamiji.

Drugi razlogi so:
- vojaški napadi,
- industrijske nesreče,
- jedrske nesreče,
- prometne nesreče (tudi letalske in železniške nesreče),
- požar,
- bombardiranje,
- teroristični napadi,
- vojaške bitke,
- strukturne napake in
- izbruh virusa

## Načrtovanje evakuacije
Načrte za evakuacijo v sili so razvili, da se zagotovi najzanesljivejši in najučinkovitejši čas evakuacije vseh pričakovanih prebivalcev zgradbe, mesta ali regije. Merilo za te postopke je »evakuacijski čas«. Določijo ga z uporabo najboljših praks, predpisov, ali z uporabo simulacij, kot je modeliranje pretoka ljudi v stavbi, za določitev referenčne vrednosti. S pravilnim načrtovanjem se zagotovi več izhodov in drugih rešitev za zagotavljanje hitre ter popolne evakuacije. Upoštevati je treba tudi človeški faktor, ki lahko vpliva na posameznikovo sposobnost evakuiranja. Zato so alarmi oblikovani tako, da dajejo slušne in vizualne signale. Rešitve so predmet uredb, kot so gradbeni predpisi. Z njimi se zmanjša možnost za paniko, saj omogočijo posameznikom, da mirno zapustijo območje nevarnosti.

## Zaporedje evakuacije
Zaporedje evakuacijo lahko razdelimo v naslednje faze:
1. odkrivanje
2. odločitev
3. alarm
4. reakcija
5. gibanja na območje pribežališča ali zbirnega mesta
6. prevoz

Čas za prve štiri faze se navadno imenuje čas pred premikom'.
Posamezne faze so lahko odvisne od situacije, na primer na ladjah, kjer razlikujejo fazi namestitve reševalnih čolnov in vkrcanja vanje.